# Iso-Munakas
Iso-Munakas är en sjö i Finland. Den ligger i kommunen Tavastehus i landskapet Egentliga Tavastland, i den södra delen av landet, 90 km norr om huvudstaden Helsingfors. Iso-Munakas ligger 98,4 meter över havet. Arean är 71,9 hektar och strandlinjen är 6,15 kilometer lång. Sjön  ingår i Kumo älvs huvudavrinningsområde.   I omgivningarna runt Iso-Munakas växer i huvudsak blandskog.